# Max Geisberg

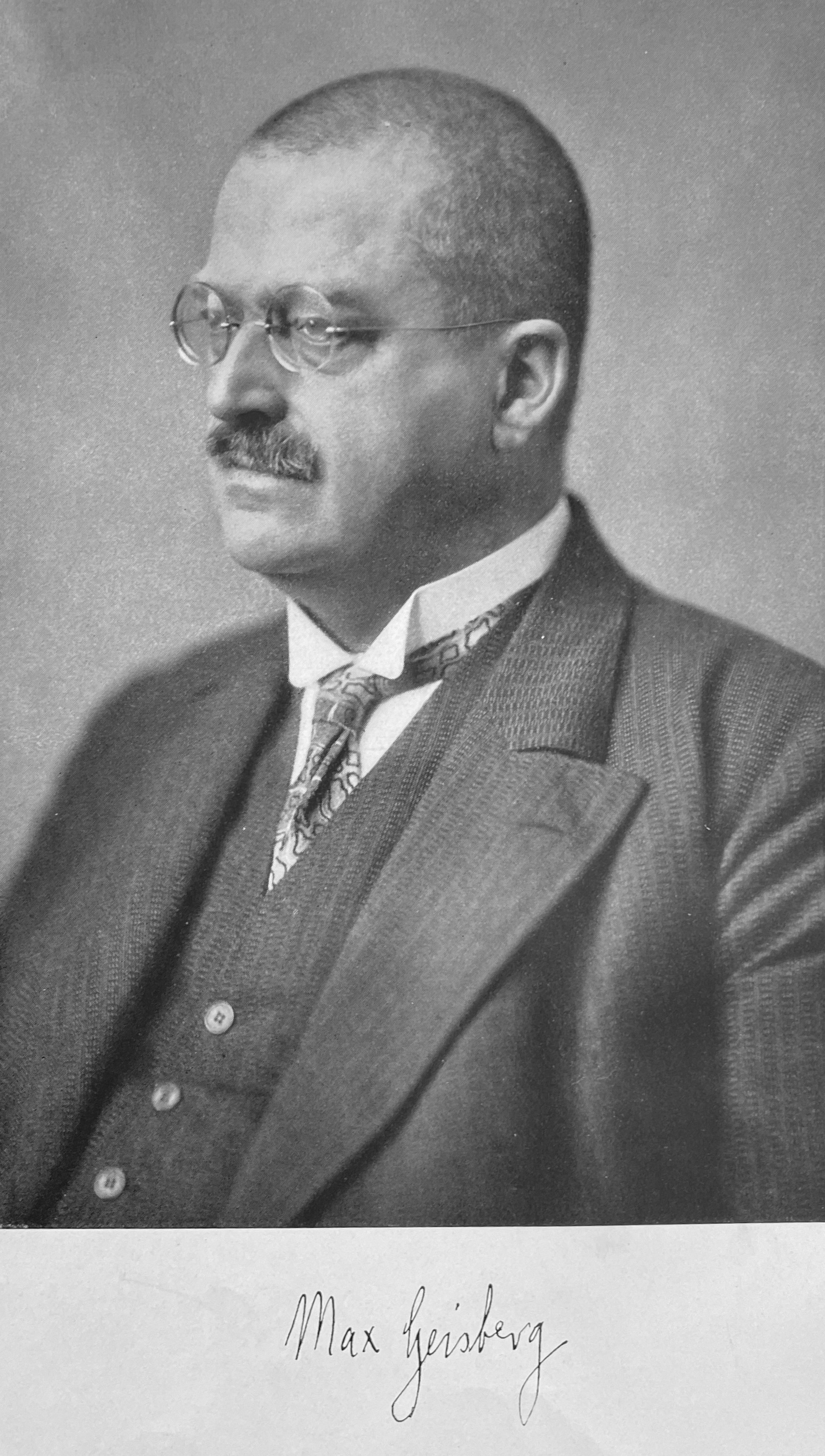
Max Geisberg, um 1930

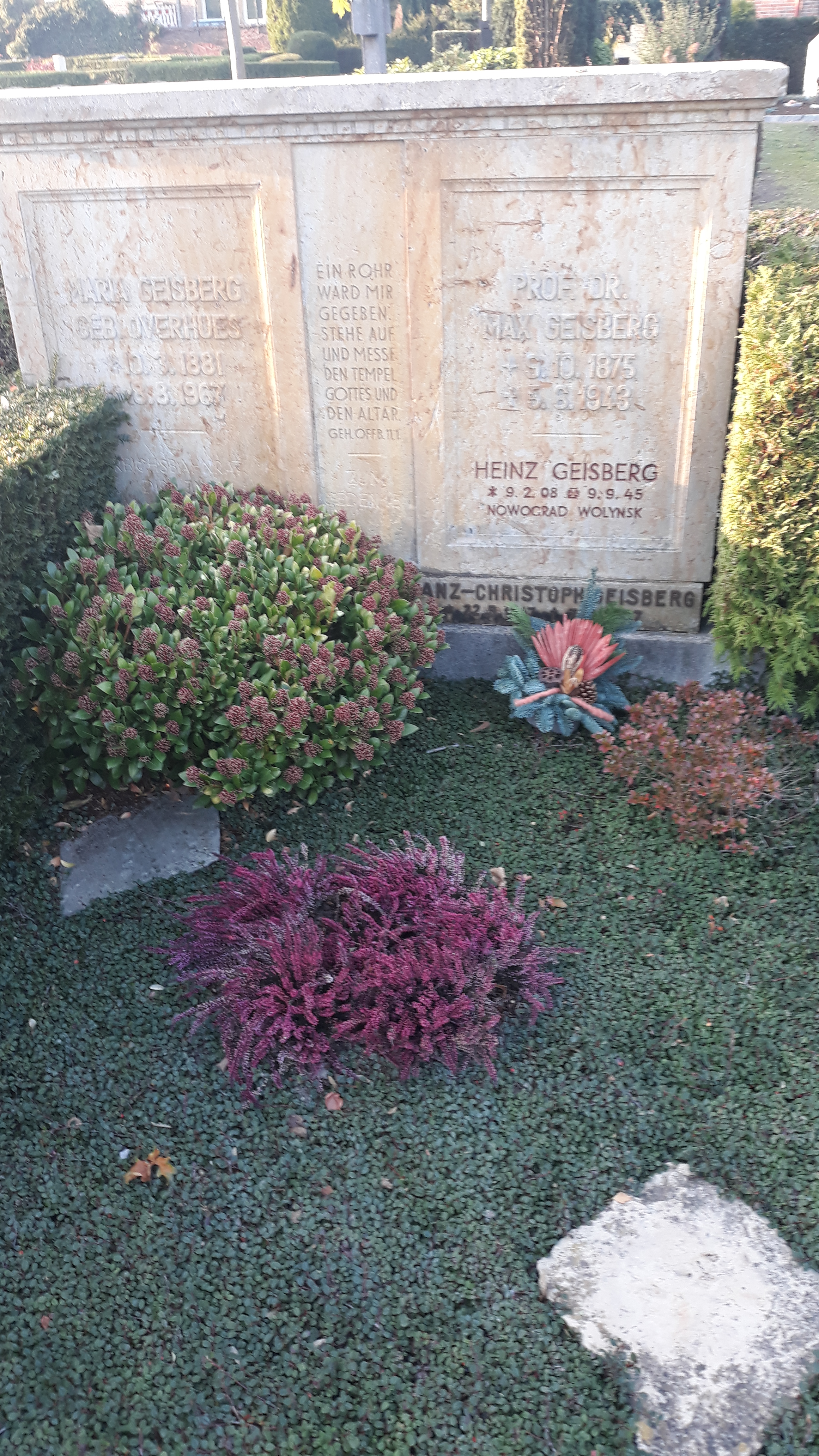
Das Grab von Max Geisberg und seiner Ehefrau Maria im Familiengrab auf dem Zentralfriedhof Münster

Max Heinrich Geisberg (* 9. Oktober 1875 in Münster; † 5. Juni 1943 ebenda) war ein deutscher Kunsthistoriker und Direktor des Landesmuseums der Provinz Westfalen in Münster. Zu seinen bekanntesten Werken gehören seine Veröffentlichungen zur deutschen Graphik in der 1. Hälfte des 16. Jahrhunderts und die Inventarisierung der Kunstdenkmäler Westfalens.

## Leben
Max Geisberg, ein Sohn des Stadtarchivars Heinrich Geisberg, verbrachte seine Kindheit in Münster und besuchte dort das Gymnasium Paulinum. Er studierte zunächst, 1896 und 1897, an der Universität München. In der zweiten Hälfte des Jahres 1897 wechselte er für ein Wintersemester an die Königliche Theologische und Philosophische Akademie nach Münster, der späteren Universität. Ab dem Sommersemester 1898 studierte er für zwei Semester an der Universität Berlin, bevor er für die Wintersemester der Jahre 1899/1900 und 1900/01 erneut nach Münster wechselte. Geisberg, der in München als Student aktives Mitglied der katholischen Studentenverbindung Saxonia im Kartellverband katholischer deutscher Studentenvereine wurde, schloss sich auch an seinen weiteren Studienorten KV-Verbindungen an (KStV Palatia Heidelberg, KStV Germania Münster und KStV Askania Berlin). Während seiner Studentenzeit nahm er an den von ihm initiierten Ausgrabungen an der ehemaligen Kreuzschanze in Münster teil, bei denen die von den Täufern dort vergrabenen Portalfiguren der Überwasserkirche entdeckt wurden.
Seit dem Sommersemester 1901 studierte er an der Universität Heidelberg, wo er am 14. Februar 1902 bei Henry Thode mit einer Dissertation zu dem Kupferstecher Israhel van Meckenem promoviert wurde. Ab 1905 war er als Direktoralassistent am Kupferstichkabinett in Dresden tätig. Am 11. April 1907 heiratete er Maria Overhues. Den Titel des Professors verlieh ihm König Friedrich August III. von Sachsen am 27. April 1911.
Im Jahre 1911 wurde er zum Direktor des Landesmuseums der Provinz Westfalen in Münster ernannt. Max Geisberg bekleidete diese Position bis zu seiner vorzeitigen Entlassung im Jahre 1934, da ihm als Freund von Bischof Clemens August Graf von Galen eine Führung des Museums nach der Machtübernahme der Nationalsozialisten in deren Sinne nicht zugetraut wurde. Dem parteinahen Direktorial-Assistenten Robert Nissen wurde seine Stelle übertragen, bis er von 1940 bis 1942 nochmals zum Direktor des Museums ernannt wurde. Seine Haupttätigkeit fiel in dieser Zeit vornehmlich auf die Auslagerung der Kunstschätze zum Schutz vor alliierten Luftangriffen.
Heute befindet sich ein Teil von Max Geisbergs schriftlichem Nachlass im Deutschen Kunstarchiv im Germanischen Nationalmuseum in Nürnberg.

## Veröffentlichungen  (Auswahl)
- Die Wappen des Meisters E. S. In: Jahrbuch der Preußischen Kunstsammlungen 22 (1901), S. 56–60.
- Der Meister der Berliner Passion und Israhel van Meckenem. Studien zur Geschichte der westfälischen Kupferstecher im fünfzehnten Jahrhundert (= Studien zur deutschen Kunstgeschichte. Band 42). Heitz, Straßburg 1903 (Digitalisat).
- Der Hausbuchmeister. In: Die Rheinlande. Vierteljahrsschrift des Verbandes der Kunstfreunde in den Ländern am Rhein 7 (1903/04), S. 132–139.
- Verzeichnis der Kupferstiche Israhels van Meckenem † 1503 (= Studien zur deutschen Kunstgeschichte. Band 58). Heitz, Straßburg 1905 (Digitalisat).
- Das älteste deutsche Kartenspiel vom Meister der Spielkarten (vor 1446) (= Studien zur deutschen Kunstgeschichte. Band 66). Heitz, Straßburg 1905.
- Der Hausbuchmeister in den Niederlanden? In: Der Cicerone 1 (1909), S. 245–248.
- Die Anfänge des deutschen Kupferstiches & der Meister E. S. (= Meister der Graphik. Band 2). Verlag von Klinkhardt & Biermann, Leipzig 1910, urn:nbn:de:bsz:14-db-id19194555582.
- Die Goldschmiede-Gilde in Münster i. W. In: Zeitschrift für vaterländische Geschichte und Altertumskunde 72 (1914), S. 152–320.
- Kupferstiche der Frühzeit (= Studien zur deutschen Kunstgeschichte. Band 223). Heitz, Straßburg 1923.
- Der Meister E. S. 2. Auflage. Klinkhardt & Biermann, Leipzig 1924.
- Die Anfänge des Kupferstichs. 2. Auflage. Klinkhardt & Biermann, Leipzig 1924.
- Der deutsche Einblatt-Holzschnitt in der ersten Hälfte des XVI. Jahrhunderts. Schmidt, München 1929.
  - The German Single-Leaf Woodcut 1500–1550. Überarbeitet und herausgegeben von Walter L. Strauss. 4 Bände. Hacker, New York 1974.
- Die deutsche Buchillustration in der ersten Hälfte des XVI. Jahrhunderts. Schmidt, München 1930–1932.
- Einige der ältesten Wohnbauten Westfalens. Münster 1930.
- Die Maler und Baumeister tom Ring. In: Zeitschrift für bildende Kunst 65 (1931/32), S. 49–63.
- Die Stadt Münster. Teil 1–7 (= Die Bau- und Kunstdenkmäler von Westfalen. Band 41). Aschendorff, Münster 1932–1962.
- Meister Konrad von Soest (= Westfälische Hefte. Band 2). Ruhfus, Dortmund 1934.
- Geschichte der deutschen Graphik vor Dürer (= Forschungen zur deutschen Kunstgeschichte. Band 32). Deutscher Verein für Kunstwissenschaft, Berlin 1939.
- Heinrich Aldegrever (= Westfälische Kunsthefte. Band 9). Ruhfus, Dortmund 1939.
- Der Hof auf der Engelenschanze. Münster 1940.
- Das Sendbild von 1857. Münster 1941.
- Studien zur Geschichte der Maler in Münster 1530 bis 1800. Münster 1941.
- Quellen zur Kunstgeschichte der Lambertikirche in Münster. Aschendorff, Münster 1942.
- Meine Jugend im alten Münster. Herausgegeben von Paul Pieper. Mit einem genealogischen Beitrag von Clemens Steinbicker. Aschendorff, Münster 1984, ISBN 3-402-05205-9, unveränderter Nachdruck: Aschendorff, Münster 2009, ISBN 978-3-402-05205-1.